# دينيس سواريز
دينيس سواريز فيرنانديز (بالإسبانية: Denis Suárez Fernández)‏ وهو لاعب كرة قدم إسباني في مركز الوسط المهاجم ولد في يوم 6 يناير 1994 في مدينة سالثيدا دي كاسيلاس في إسبانيا وهو يلعب حالياً مع نادي فياريال كما سبق له اللعب مع مانشستر سيتي وبرشلونة و وارسنال وإشبيلية، كما أنه لعب مع منتخب إسبانيا الفريق الأول.

## الألقاب

### إشبيلية
الدوري الأوروبي: 2014–15

### برشلونة
كأس السوبر الإسباني: 2016، 2018.
كأس ملك إسبانيا:
2016–17، 2017–18.
الدوري الإسباني:
2017–18.
الكأس الدولية للابطال 2017

## روابط خارجية
- دينيس سواريز على موقع الاتحاد الدولي (مؤرشف)  (الإنجليزية)
- دينيس سواريز على موقع الاتحاد الأوربي (الإنجليزية)
- دينيس سواريز على موقع قاعدة بيانات كرة القدم.إي يو (الإنجليزية)
- دينيس سواريز على موقع ليكيب (الفرنسية)
- دينيس سواريز على موقع ناشيونال فوتبول تيمز (الإنجليزية)
- دينيس سواريز على موقع Soccerbase.com (لاعب) (الإنجليزية)
- دينيس سواريز على موقع Soccerway.com (الإنجليزية)
- دينيس سواريز على موقع عالم كرة القدم.نت (الإنجليزية)
- دينيس سواريز على موقع كووورة
- دينيس سواريز على موقع AS.com (الإسبانية)